# Leylandovo číslo
Leylandovo číslo je pojem z teorie čísel. Jedná se o každé přirozené číslo, které lze vyjádřit ve tvaru
{\displaystyle x^{y}+y^{x},\quad 1<y\leq x}
pro přirozená čísla {\displaystyle x} a {\displaystyle y}. Nerovnost pro {\displaystyle x} a {\displaystyle y} se někdy udává zjednodušeně taková, že obě musí být větší než jedna – taková definice pak vzhledem ke komutativitě sčítání připouští dvojí vyjádření takových čísel. Někdy se mezi Leylandova čísla počítá i číslo 3, byť v jeho vyjádření {\displaystyle 1^{2}+2^{1}} je jedno z čísel rovno 1, což by v případě obecného povolení umožňovalo zapsat jakékoliv přirozené číslo větší než jedna jako {\displaystyle x^{1}+1^{x}}.
Leylandova čísla jsou pojmenována po Paulovi Leylandovi, který se jimi zabývá.
Několik prvních Leylandových čísel je:
8, 17, 32, 54, 57, 100, 145, 177, 320, 368, 512, 593, 945, 1124, …
Mezi Leylandovými čísly jsou i prvočísla, několik prvních je:
17, 593, 32993, 2097593, 8589935681, 59604644783353249, 523347633027360537213687137, 43143988327398957279342419750374600193, … 